# 현철 (1891년)
현철(玄哲, 1891년~1965년 3월 19일)은 일제강점기부터 여러 예술 분야에서 두루 활동한 대한민국의 연극인, 문학평론가, 야담가이며 신극운동가이다.
본명은 현희운(玄僖運)이고 경상도 부산 출생이며 본관은 연주(延州)이고 아호(雅號)는 해암(海巖), 효종(曉鍾), 효종생(曉鍾生), 세류옹(世瘤翁)이며 필명(筆名)은 현당(玄堂)이다.

## 생애

### 성장과 교육
본명은 현희운(玄僖運)이며 경상도 부산에서 출생하였고 지난날 한때 경상도 대구에서 잠시 유아기를 보낸 적이 있는 그는 한성부에서 성장하였다. 소설가 현진건(玄鎭健)에게는 당숙이 된다. 14세 시절이던 1904년에 일본으로 건너가 공부하던 중, 아버지가 별세해 귀국하여 경성 보성고등보통학교를 졸업했다. 이후 다시 도일하여 일본 도쿄 세이소쿠 영어학교와 메이지 대학 법과에서 수학했다.
메이지 대학에서 다니면서 신극 운동에 관심을 가지고 연극 공부를 시작하였다. 조선적인 연극을 구현할 뜻을 품고 1917년에는 중국 상하이로 건너갔다. 이 곳에서 연극학교를 잠시 운영한 뒤 1919년에 귀국하여 전방위적 예술 활동을 벌이기 시작했다.

### 저술 및 출판 활동
1920년대 초반부터 활발한 저술 및 출판 활동을 벌였다. 1920년에 창간된 잡지 《개벽》의 학예부장으로 재직하면서 연극을 중심으로 다수의 문학이론과 문학평론을 발표했다. 시기적으로 희곡에 대한 이해가 전무하고 연극에 대한 비평 문화는 더욱이 찾아볼 수 없는 풍토였기에, 선진 문화를 체험한 현철의 글들은 연극의 장르 소개와 신극 운동의 이론적 정식화 과정에서 큰 역할을 하였다.
이 가운데 유명한 것은 1921년의 '신파극-신극' 논쟁이다. 현철은 1910년대에 일본의 신파극을 들여온 이 분야 선구자 이기세와 지상 논쟁을 벌였다. 또한, 유명한 희곡 작가들의 작품을 번역하거나 번안하여 소개하였다. 1920년부터 3년 동안이 현철의 일생 중 가장 활발한 저술 활동을 펼친 시기이다. 그밖에 《부인》, 《상공세계》, 《자활》, 《중성》 등 여러 잡지의 발행에 관계했다. 저서로 《한국과 한국인》,《문화기관과 연극사업》이 있다.

### 연극 교육
중국 상하이에서 연극인 교육의 경험이 있던 현철은 1920년대에 여러 차례 연극 배우를 양성하는 기관을 설립하여 한국 연극계와 영화계에서 매우 중요한 역할을 담당하게 되었다. 귀국 직후부터 연예강습소를 설립한데 이어 1922년에는 현 서울 서대문구 충정로 인근에 예술학원을 세웠다.
특히 1924년에 세운 조선배우학교는 한국의 근대예술사에서 의미 있는 역할을 했다. 연극 관련 과목은 현철이, 영화 관련 과목은 이구영이 담당하여 배우를 양성했다. 박제행, 서월영, 왕평, 양백명, 복혜숙, 이금룡 등이 이 학교의 제1기 교육생 출신이다. 조선배우학교는 오래 지속되지 못하고 해체되었으나, 현철은 끊임없이 연극인 양성 사업에 주력하여 한국 예술계의 중요한 인력이 그의 손을 거쳐 배출되었다.

### 공연 기획과 극장 경영
주요 관심사였던 연극인 양성 작업을 통해 현철은 차츰 영화계와 관련을 맺게 되었는데 1927년에는 조선물산장려회의 영화선전부 주임으로 재직하며 좀 더 본격적으로 영화계에 뛰어들게 되었다. 아울러 조선배우학교가 제작과 캐스팅을 맡는다는 조건으로 단성사와 합작하여 1928년 영화 《숙영낭자전》이 기획된 것이 대표적인 예이다.
비슷한 시기에 조선극장 경영에도 참여하여 공연 기획과 극장 경영을 시작했다. 이 극장 안에 연예학교를 설치해 배우를 양성하고, 매주 토요일을 예술선전일로 삼아 강연을 개최하며, 전문 월간지를 발간하는 등의 계획을 세웠다. 그러나 조선극장의 소유권과 경영권이 넘어가 현철의 계획은 제대로 달성되지 못했다.

### 야담 운동
1930년대 중반부터는 야담에 큰 관심을 갖게 되었다. 당시 신정언, 유추강 등이 유명한 야담가로 활동 중이었는데, 현철은 이과 함께 야담대회를 개최하고 야담동호회도 조직하는 등 야담 운동에 투신했다. 야담과 만담 분야 예술인들이 모여 조선담우회를 조직해 활동하기도 했다.
야담가 개인에 대한 의존도가 높은 야담 장르로의 선회한 까닭으로는, 연극이나 영화와 같은 집단적 예술에서 느낀 한계가 크게 작용했다고 회고한 바 있다. 1960년대에 서울시 문화위원회 연극분과위원장을 지내는 등 광복 이후에도 연극계에 남아 있었으나, 일제 강점기와 같은 활발한 활동은 하지 못했다.

## 친척 관계
- 사촌 형: 현경운(玄炅運)
  - 당질: 현홍건(玄鴻健)[2]
  - 당질: 현석건(玄奭健)[3]
  - 당질: 현정건(玄鼎健, 1887년 6월 20일 출생, 1932년 12월 30일 사망. 독립운동가.)[4]
- 사촌 형: 현영운(玄暎運)[5]
- 사촌 형: 현보운(玄普運)[6]
  - 당질: 현진건(玄鎭健, 1900년 8월 9일 출생, 1943년 4월 25일 사망. 소설가 겸 언론인.)

## 같이 보기
- 조선배우학교
- 김진구

## 참고 문헌
- 강옥희; 이영미; 이순진; 이승희 (2006년 12월 15일). 《식민지시대 대중예술인 사전》. 서울: 소도. 351~354쪽. ISBN 9788990626264.